# إريك تشارلز ميلنر
اريك تشارلز ميلنر هو رياضياتي كندي، ولد في 17 مايو 1928، وتوفي في 20 يوليو 1997 في كالغاري في كندا.